# Sachsen-Gotha
Hertugdømmet Sachsen-Gotha (tysk: Sachsen-Gotha) var en historisk stat i det tidligere Tysk-romerske rige – i nutidens delstat Thüringen i Tyskland. Den blev oprettet i 1640 for hertug Ernst 1. og ophørte i 1680, da landet blev del efter hans død i 1675. Området omkring Gotha arvedes af Ernst's ældste overlevende søn Frederik af Sachsen-Gotha-Altenburg, som også besad Altenburg og han blev hertug af Sachsen-Gotha-Altenburg.
Det blev i 1680 delt i syv : Sachsen-Gotha-Altenburg, Sachsen-Coburg, Sachsen-Meiningen, Sachsen-Römhild, Sachsen-Eisenberg, Sachsen-Hildburghausen og Sachsen-Saalfeld.